# Jinchūrikijeve suze (Naruto epizoda)
Jinchūrikijeve suze je epizoda animea Naruto Shippuden. Ovo je 9. epizoda 1. sezone.

## Radnja
U Sunagakureu se čišćenje nastavlja te je još jedna eksplozivna cedulja neutralizirana. U međuvremenu, vođe Sunagakurea raspravljaju o tome hoće li izabrati novog Kazekagea ili pokušati spasiti Gaaru. Baki dobiva mnoge izvještaje o čišćenju i saznaje da je Kankuro pronađen onesviješten te doveden natrag u Sunagakure. Ostatak skupine za progon nastavlja tražiti Gaaru, no uskoro se sukobi sa Sasorijem, koji ih sve ubije. Sasori se konačno sreće s Deidarom, koji kaže kako je jednorepi bio njegova meta te da će on vjerojatno njihovu sljedeću metu dovesti ravno do njih. Vjetar zapuše i ispod Sasorijeve vijoreće maske ukažu se mehanička usta, po čemu možemo zaključiti da Sasori nije čovjek, već lutka.
U međuvremenu, Naruto, Sakura i Kakashi na putu su za Sunagakure te Kakashi mora Narutu ponovno, kao i Jiraiya, reći da se ne uzrujava previše zbog toga. Na svojem putu sreću Temari te joj kažu što se dogodilo, nakon čega im se priružuje. Kod Sunagakurea Kankuro odlazi na operaciju. Njegove tjelesne ozljede nisu bile teške, no Medic tim nije bio sposoban izvaditi otrov iz njegova tijela. Kako Tim Kakashi napreduje, Sakura kaže Narutu ponovno da malo uspori. Naruto joj odgovara da zna zašto je Akatsuki u potrazi za njim. On zatim kaže Sakuri da je Devetorepa demonska lisica zapečaćena u njega.
Iznenađena, Sakura se prisjeti kako je Naruto kao dijete bio tretiran kao čudovište. Naruto joj objasni da, pošto obojica, i on i Gaara, imaju demone zapečaćene u njima, učiniti sve što je u njegovoj moći da ga spasi. Kada Narutove suze pogode Temari, ona mu tiho zahvali. Kasnije se tim koristi vojničkim tabletama kako bi ubrzao. Iako je Kakashi upozorio Sakuru kako ne bi trebala jesti previše tih tableta, što bi neki ljudi shvatili kao primjedbu "starog zavodioca",
na što ona bijesno proguta još jednu tabletu. Sakura objasni Narutu kako će, progoneći Akatsuki, saznati više o Orochimaruu (koji je prije bio član Akatsukija) i Itachiju (kojeg Sasuke progoni) te će time biti bliže i pronalaženju Sasukea. Ona također misli da je Itachi, pošto je učinio da Sasuke toliko dugo vremena pati, njihov najgori neprijatelj.
Nazrag kod Sunagakurea, Kankuro je povratio svijest, no njegovo se stanje pogoršalo do točke gdje može jedva govoriti. Kankuro je jedva uspio reći Bakiju da je jedan od članova Akatsukija Sasori te da potječe iz njihovog sela. Baki se veoma uplaši te zapovijedi nekim ninjama Pijeska da pošalju poruku za povratak skupini za progon. Ninje zatim kažu Bakiju kako se ninje već neko vrijeme nisu javile te Baki konačno shvati da je za njih prekasno. Baki odlučuje ići po savjet od blizanaca. Negdje drugdje, u nekoj velikoj zgradi, jedan starac i jedna starica (Ebizo i Chiyo) sjede na rubu jezera, gdje je Chiyo upravo prevarila Ebizoa glumom mrtve osobe. Baki dolazi u njihovu sobu i moli ih za pomoć. Oni odbiju govoreći kako je sudbina Sunagakurea sada u rukama Bakijeve generacije. Chiyo kaže kako nema više nijedne veze s vanjskim svijetom, osim želje da posljednji put vidi lice svoga unuka. Baki joj otkriva da njezin sin nije nitko drugi doli Sasori, jedan od članova Akatsukija koji su oteli Gaaru. Ebizo i Chiyo bili su veoma iznenađeni tom spoznajom te je Chiyo ostavljena s blijedim izrazom na licu.